# آنتونیبه
آنتونیبه (به لاتین: Antonibe) یک منطقهٔ مسکونی در ماداگاسکار است که در بخش انالالاوا واقع شده‌است. آنتونیبه ۲۴٬۰۰۰ نفر جمعیت دارد و ۱۷ متر بالاتر از سطح دریا واقع شده‌است.